# 4958 Wellnitz
A 4958 Wellnitz (ideiglenes jelöléssel 1991 NT1) a Naprendszer kisbolygóövében található aszteroida. Henry Holt fedezte fel 1991. július 13-án.